# Rattus arfakiensis
Rattus arfakiensis és una espècie de mamífer rosegador de la família dels múrids. És endèmica de les muntanyes Arfak (Indonèsia). A data de 2005 tan sols se n'havia trobat un espècimen. Té el pelatge dorsal de color marró i els forats incisius llargs. Hi ha científics que la classifiquen com a subespècie de R. niobe. El seu nom específic, arfakiensis, significa ‘d'Arfak’ en llatí.